# Fruktåker och Ängen
Fruktåker och Ängen är en av SCB avgränsad och namnsatt småort i Linköpings kommun i Östergötlands län. Den omfattar bebyggelse i de två sammanväxta orterna i Stjärnorps socken på sjön Roxens västra sida. Orten ligger ungefär 12 km nordväst om Linköping, strax öster om tätorten Ljungsbro och norr om tätorten Berg.
Sedan år 2005 avgränsar SCB denna småort på 14 hektar. 2005 räknades området ha 53 invånare och 2010 var siffran 58 personer.